# پارک ملی سیرا کریستال
پارک ملی سیرا کریستال (به اسپانیایی: Parque nacional Sierra Cristal) یک پارک ملی در کوبا است که در Holguín Province, Cuba واقع شده‌است.